# Alba (imię)
Alba – imię żeńskie pochodzenia łacińskiego, pochodzące od łac. Albus/a, od albus "jasny, biały, świetlisty". W Polsce spotykane bardzo rzadko, choć notowane już w średniowieczu.
Znane osoby o tym imieniu:
- święta Alba, męczennica w Afryce

Alba imieniny obchodzi 17 stycznia. 